# Labastide-Marnhac
Labastide-Marnhac – miejscowość i gmina we Francji, w regionie Oksytania, w departamencie Lot.
Według danych na rok 1990 gminę zamieszkiwało 691 osób, a gęstość zaludnienia wynosiła 24 osób/km² (wśród 3020 gmin regionu Midi-Pireneje Labastide-Marnhac plasuje się na 470. miejscu pod względem liczby ludności, natomiast pod względem powierzchni na miejscu 326.).